# Maurice Michael Otunga
Maurice Michael Otunga, né le 31 janvier 1923 à Chebukwa (Bungoma) au Kenya et mort le 6 septembre 2003, est un cardinal kényan, archevêque de Nairobi de 1971 à 1997. Il est reconnu serviteur de Dieu par l'Église catholique depuis l'introduction de son processus de béatification. 

## Biographie

### Prêtre
Maurice Michael Otunga est né en 1923 au Kenya, au sein d'une famille traditionnelle africaine. Son père, qui était païen, était le chef de sa tribu. Maurice Michael se convertit et se fait baptiser en 1935. Lorsque son père meurt, il refuse de lui succéder comme chef. Il commence alors à suivre ses études au Kenya et à l'université pontificale urbanienne à Rome où il obtient un doctorat en théologie. Il est ordonné prêtre à Rome le 3 octobre 1950 pour le diocèse de Kisumu par le cardinal Fumasoni Biondi.

### Évêque
Nommé évêque auxiliaire de Kisumu avec le titre d'évêque in partibus de Tacapae le 17 novembre 1956, il est consacré le 25 février 1957 par le cardinal James Robert Knox avec comme co-consécrateurs Frederick Hall (de) et John Joseph McCarthy (en).
Le 21 mai 1960, il est nommé premier évêque du nouveau diocèse de Kisii.
Il devient ensuite archevêque coadjuteur de Nairobi, avec le titre d'archevêque in partibus de Polymartium, le 15 novembre 1969. Il accède à la fonction d'archevêque le 24 octobre 1971 et le reste jusqu'au 21 avril 1997.
Par ailleurs, il est évêque aux armées kényanes du 20 janvier 1964 au 29 août 1997.
En août 1995, en compagnie de l'imam de Jamia, défendant la position de l'Église, il brûle une boîte de préservatifs. Le 31 août 1996, il réitère devant 250 fidèles : aux boîtes de préservatifs viennent se joindre de petits livres sur le Sida et les moyens de s'en protéger.

### Cardinal
Il est créé cardinal par le pape Paul VI au consistoire du 5 mars 1973, avec le titre de cardinal-prêtre de S. Gregorio Barbarigo alle Tre Fontane. Il est le premier prêtre catholique, évêque, archevêque et cardinal d'origine kényane. Il concélèbre la messe de funérailles du P. John Anthony Kaiser mhm, assassiné pour la foi au Kenya en août 2000.

## Procès en béatification
Le 11 novembre 2011, l'archevêque de Nairobi ouvre à la phase diocésaine le procès en béatification de Maurice Michael Otunga. Il est ainsi considéré par l'Église catholique comme Serviteur de Dieu.

## Succession apostolique
Maurice Michael Otunga a ordonné les évêques suivants :
- Évêque Urbanus Joseph Kioko (de) (1973)
- Évêque Silas Silvius Njiru (en) (1976)
- Évêque Colin Cameron Davies (en), M.H.M. (1977)
- Évêque John Christopher Mahon (en), S.P.S. (1978)
- Archevêque Zacchaeus Okoth (en) (1978)
- Archevêque Nicodemus Kirima (en) (1978)
- Évêque Ambrogio Ravasi (en), I.M.C. (1981)
- Évêque Erkolano Lodu Tombe (de) (1986)
- Évêque Joseph Mairura Okemwa (en) (1995)
- Évêque Alfred Kipkoech Arap Rotich (de) (1996)